# 금지된 춤
《금지된 춤》(The Forbidden Dance)은 미국에서 제작된 그레이든 클락 감독의 1990년 멜로/로맨스 영화이다. 톰 알렉산더 등이 주연으로 출연하였고 리처드 L. 앨버트 등이 제작에 참여하였다.

## 출연

### 주연
- 톰 알렉산더
- 로버트 아피사
- 바브라 브라이튼
- 린덴 칠즈

### 조연
- 키드 크레올
- 필라 델 레이
- 섀넌 파논
- 미란다 게리슨
- 시드 헤이그
- 로라 해링
- 케니 존슨
- 리차드 린치
- 찰스 메쉬어크
- 진 밋첼
- 루벤 모레노
- 레미 오닐
- 스티븐 윌리암스

## 기타
- 미술: 돈 데이
- 의상: 수잔 L. 버트램